# 4666 Dietz
4666 Dietz (1986 JA1) là một tiểu hành tinh vành đai chính that was được phát hiện ngày 4 tháng 5 năm 1986 bởi Shoemaker, C. S. ở Palomar.